# Garcsin
Garcsin (horvátul: Garčin) falu és község Horvátországban, Bród-Szávamente megyében.

## Fekvése
Bród központjától légvonalban 14, közúton 17 km-re keletre, Szlavónia középső részén, a Dilj-hegység déli lejtői alatt fekszik.

## A község települései
A községhez Bicko Selo, Garcsin, Klokočevik, Sapci, Selna, Trnjani, Verhovina és Zadubravlje települések tartoznak.

## Története
Garcsin község területe már a legősibb idők óta lakott volt, erről számos lelőhely árulkodik a község területén. A Zágráb-Lipovac autópályától délre, az egykori Brezina-patak mentén Zadubravlje településtől 2 km-re keletre a Starčevo-kultúra korai időszakához tartozó település maradványai kerültek elő. Bicko Selo közelében, a Biđ-patak mentén egy 200-szor 500 méteres, 2 méter magas tell található, ahol több kultúra (Starčevo, Lasinja, Retz-Gajary, urnamezős és La Téne) települése is állt egykor az újkőkorszaktól a vaskorig bezárólag. Bicko Selotól másfél km-re nyugatra egy északnyugat-délkeleti irányban hosszan elnyúló lelőhelyen történelem előtti és középkori kerámiatöredékek kerültek elő. A kőkorszaktól a vaskorig lakott volt az a település is, melyet Zadubravlje településtől másfél km-re északnyugatra tártak fel számos kerámiatöredékkel.
A település nevét Gardun váráról kapta, mely a falutól mintegy 5 km-re északra az azonos nevű kisebb hegy tetején állt. A név valószínűleg latin eredetű, előzménye a „cardo, cardonis” szó, mely felsőt, északit jelent, mivel az úttól feljebb a Dilj-hegység területén feküdt. Lakói csak később költöztek le az út mellé, a falu mai helyére. Gardun várát valószínűleg a 6. vagy a 7. században építették, így a horvátok bejövetelekor még majdnem új volt. Maradványai nemrég még láthatók voltak. Egykori jelentőségét jelzi, hogy az alatti felvő település és a patak is megőrizte a nevét.
Garcsin első említése 1244-ben a breznai uradalom részeként történt, a várat pedig 1474-ben említik először „castellum Garchyn” alakban. A boszniai püspökség birtoka volt. Bosznia eleste után a török veszély erősödésével a diakovári püspök kisebb várat épített ide, 1536-ban a török mégis megszállta a területet. A vár a török uralom idején megsemmisült, a plébánia azonban tovább működött. Tomo Ivković püspök 1626-ban 585 hívőt bérmált meg itt. Jeronim Lučić püspök 1626. május 1-jén írt jelentésében arról ír, hogy Garcsinnak két kőből épített temploma van Szent Péter és Szent Miklós tiszteletére szentelve. A püspök főpapi ornátusban 10 ferences szerzetes asszisztenciájával 480 hívőt részesített itt a szentségekben. Petar Nikolić egyházi vizitátor 1660-ban ugyancsak megemlíti a két templomot, melyek jó állapotban voltak és jól voltak felszerelve. 1673-ban a garcsini plébániának összesen 2200 híve volt.
1698-ban „Garcsin” néven hajdútelepülésként szerepel a török uralom alól felszabadított szlavóniai települések kamarai összeírásában. 1730-ban az egyházi vizitáció jegyzőkönyve 15 katolikus házzal és Szent Péternek és Pálnak szentelt régi templommal említi, mely köré a hívek temetkeznek. A szétszórtan lakó hívek lelki gondozására Augustin Blažević velikei ferences atya Szent Máté evangélista tiszteletére szentelt fakápolnát építtetett ide, ahol a miséket mondták. A kápolna mellett fából épített plébániaház is állt. Az 1734-es feljegyzésben ismét említik a két régi templomot, melyek közül a Szent Péter templom Klokočevik közelében, a plébániatemplomtól negyed óra járásra állt. Falai, tetőzete oltárai renoválásra szorultak. A másik régi falazott templom a Szent Miklós templom volt, amely a plébániatemplomtól egy óra járásra Dubravnik közelében a diakovári püspökség területén az erdőben állt. Ez a templom is kisebb javításokra szorult. 1746-ban Garcsinon 18 katolikus ház állt 245 katolikus hívővel. 1760-ban az egyházi vizitáció 26 házat számlált itt 30 családdal és 239 katolikus lakossal. A katonai határőrvidékek megszervezése után a bródi határőrezredhez tartozott.
Az első katonai felmérés térképén „Garchin” néven található. Lipszky János 1808-ban Budán kiadott repertóriumában „Garcsin” néven szerepel. Nagy Lajos 1829-ben kiadott művében „Garcsin” néven 88 házzal, 466 katolikus és 129 ortodox vallású lakossal találjuk. A katonai közigazgatás megszüntetése után 1871-ben Pozsega vármegyéhez csatolták. A 19. század végén és a 20. század elején a Hegyvidékről, Likából, Boszniából és Dalmáciából katolikus horvátok, az Osztrák-Magyar Monarchia területeiről német, magyar és ruszin családok vándoroltak be.
A településnek 1857-ben 378, 1910-ben 675 lakosa volt. Pozsega vármegye Bródi járásának része volt. Az 1910-es népszámlálás adatai szerint lakosságának 62%-a horvát, 23%-a német, 6%-a ruszin, 4%-a magyar anyanyelvű volt. Az első világháború után 1918-ban az új szerb-horvát-szlovén állam, majd később (1929-ben) Jugoszlávia része lett. 1991-től a független Horvátországhoz tartozik. 1991-ben lakosságának 95%-a horvát nemzetiségű volt. 2011-ben a településnek 911 lakosa volt.

## Lakossága

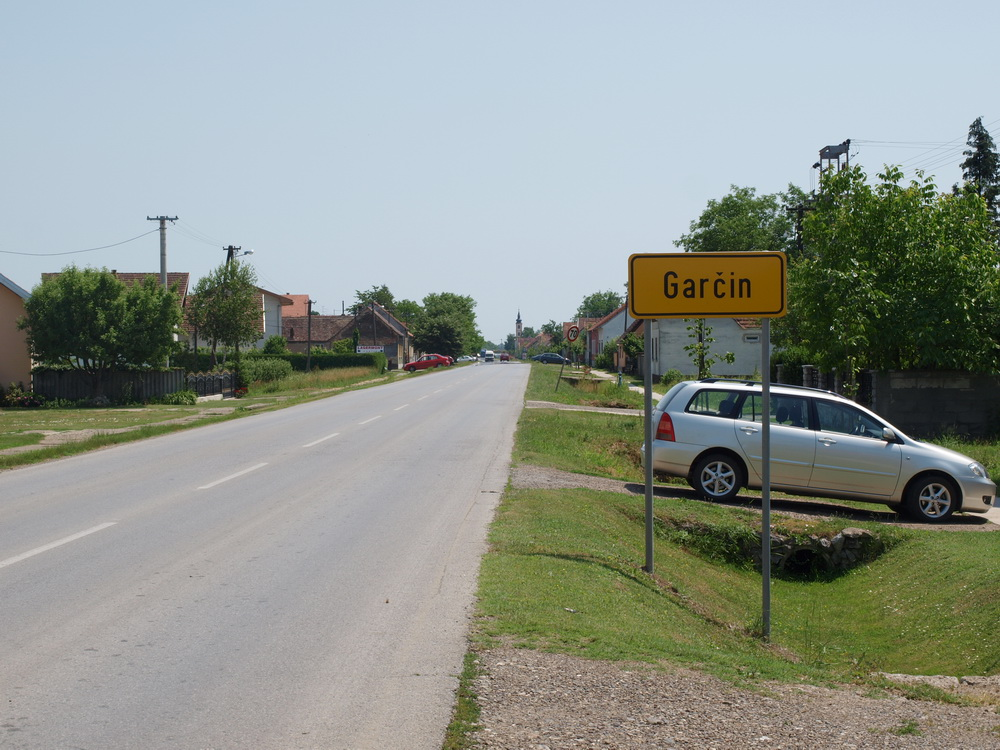
A falu bejárata

| Lakosság változása | Lakosság változása | Lakosság változása | Lakosság változása | Lakosság változása | Lakosság változása | Lakosság változása | Lakosság változása | Lakosság változása | Lakosság változása | Lakosság változása | Lakosság változása | Lakosság változása | Lakosság változása | Lakosság változása | Lakosság változása |
| ------------------ | ------------------ | ------------------ | ------------------ | ------------------ | ------------------ | ------------------ | ------------------ | ------------------ | ------------------ | ------------------ | ------------------ | ------------------ | ------------------ | ------------------ | ------------------ |
| 1857               | 1869               | 1880               | 1890               | 1900               | 1910               | 1921               | 1931               | 1948               | 1953               | 1961               | 1971               | 1981               | 1991               | 2001               | 2011               |
| 378                | 431                | 413                | 554                | 589                | 675                | 626                | 759                | 837                | 924                | 1.024              | 1.036              | 1.067              | 1.088              | 1.039              | 911                |

## Nevezetességei
Szent Máté apostol és evangélista tiszteletére szentelt római katolikus plébániatemploma 1796-ban épült. Egyhajós épület félköríves szentéllyel, négyszög alaprajzú sekrestyével és a főhomlokzatra épített harangtoronnyal, melyet a torony teljes magasságában sekély rizalit hangsúlyoz. Rizalit tagolja a barokk kapuzatot is két oldalán egy-egy félköríves fülkével, felette pedig a kapuzat tengelyében egy széles, négyszögletes ablakkal. A kétemeletes harangtornyot barokk ablaknyílások és laternák díszítik szögletes pilaszterekkel és kettéosztott, magas attikával.
Garcsin várának maradványai a Dilj-hegység déli lejtőin, Surevica településrésztől északnyugatra, a mai Garcsin falu közelében találhatók. Az lelőhelyet ma a helyiek Gardunnak hívják. Garcsin középkori várának („castellum Garchyn”) maradványai összefüggnek a középkori Szent Péter templom közeli helyével, amely a Gardun-hegy lábánál található, azon a helyen, ahol Dilj lejtői a Száva síksága felé néznek. A várhely és a templom egyaránt erdőterületen található, mely a mai Mária-szentély és a „Grabovac” nevű zarándokhely közelében fekszik. A középkori vár maradványai a kelet-nyugati irányú hegynyúlványon, 206,7 m magasságban helyezkednek el. A várhely a terepalakzatok és az építőanyag-maradványok (kő- és téglatöredékek) fellelhető régészeti leletei alapján határozható meg. A vár teljes komplexuma mintegy 110 x 90 m-es területen terül el. Egy nagy, négyzet alaprajzú középső magból állt, amelynek lekerekített sarkai voltak. A vármagtól nyugatra egy hosszúkás, 7-10 méter széles észak-déli irányú barbakán állt. A barbakántól nyugatra találhatók a vár nyugati falának maradványai, melyek körülbelül 5 m szélesek, és amelyeket egy 7-9 m széles szakadék választ el a barbakántól. A vár déli irányú komplexumát valószínűleg palánkfal övezte. Központi része három egységből állt. A mag északkeleti oldalán egy kör alakú alaprajzú, körülbelül 4 vagy 5 m átmérőjű gödör található, amely feltételezhetően egy északkeleti félkör alakú toronynak maradványa. A mag északnyugati sarkánál volt még egy téglalap alakú alaprajzú, kb. 10 x 7 vagy 8 m nagyságú ágyútorony. A vár magjának közepén található egy 7-9 m átmérőjű, kör alaprajzú gödör. Körülbelül 15 m-re a kör alakú gödörtől délre, a központi mag belsejében lévő területen egy fal maradványai láthatók, amely kelet-nyugati irányban húzódik. Figyelembe véve a talált építőanyag maradványokat, megállapítható, hogy az erőd téglából és kőből épült. A központi mag mérete és alakja, valamint az építőanyag maradványok alapján megállapítható, hogy ezt a várat, amelynek építése a 13. és 14. század közötti időszaktól kezdve a 16. századig folyamatos volt, a fenyegető török veszély miatt tovább erősítették.

## Oktatás
A község elemi iskolája Vjekoslav Klaić horvát történész nevét viseli. Antun Cuvaj királyi tanácsos, iskolai tanfelügyelő 1898-ban írt „Građe za povijest školstva” című  műve szerint a garcsini iskolát 1714-ben említik először és III. Károly király rendeletére építették. Az iskolába csak fiúk járhattak és a három éves oktatás német nyelven zajlott. Első tanítója a magyar Almás Iván volt, aki Budáról érkezett és Garcsinban temették el. 1819-ben kezdte itt a tanítást Ferdinand Klaić, majd utána fia Franjo lett a tanító, akinek 1849-ben született Vjekoslav nevű fia, aki neves történész, akadémikus és a zágrábi egyetem rektora volt. Az iskolát róla nevezték el. Az iskolát 1830-tól lányok is látogathatták, 1945-től pedig bevezették a hatosztályos oktatást, melyet 1956-tól nyolcosztályosra bővítettek.

## Sport
- NK Gardun Garčin labdarúgóklub
- ŽRK Garčin kézilabdaklub

## Híres emberek
- Itt született 1849. június 21-én Vjekoslav Klaić történész, akadémikus és a zágrábi egyetem rektora.
- Itt született 1937. május 24-én Zdravko Tomac politikus, író († 2020).
- Itt született 1942. október 26-án Zdenko Runjić zenész, zeneszerző.